# Rejon mujezierski

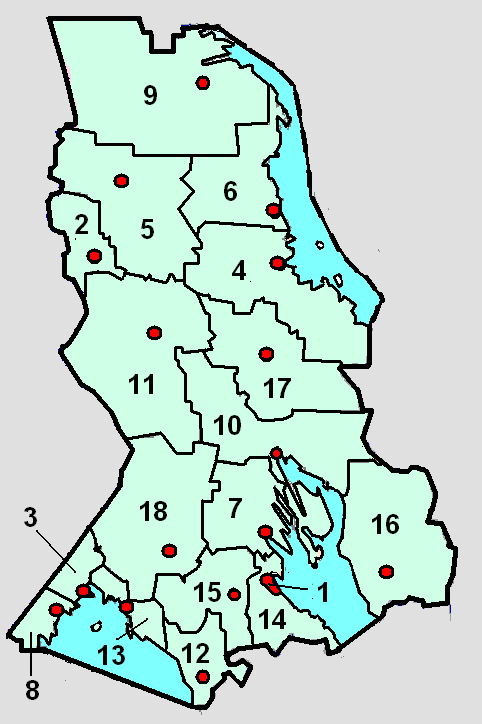
Podział administracyjny Karelii. Rejon mujezierski oznaczony numerem 11.
Czerwony punkt na terenie rejonu pokazuje lokalizację ośrodka administracyjnego

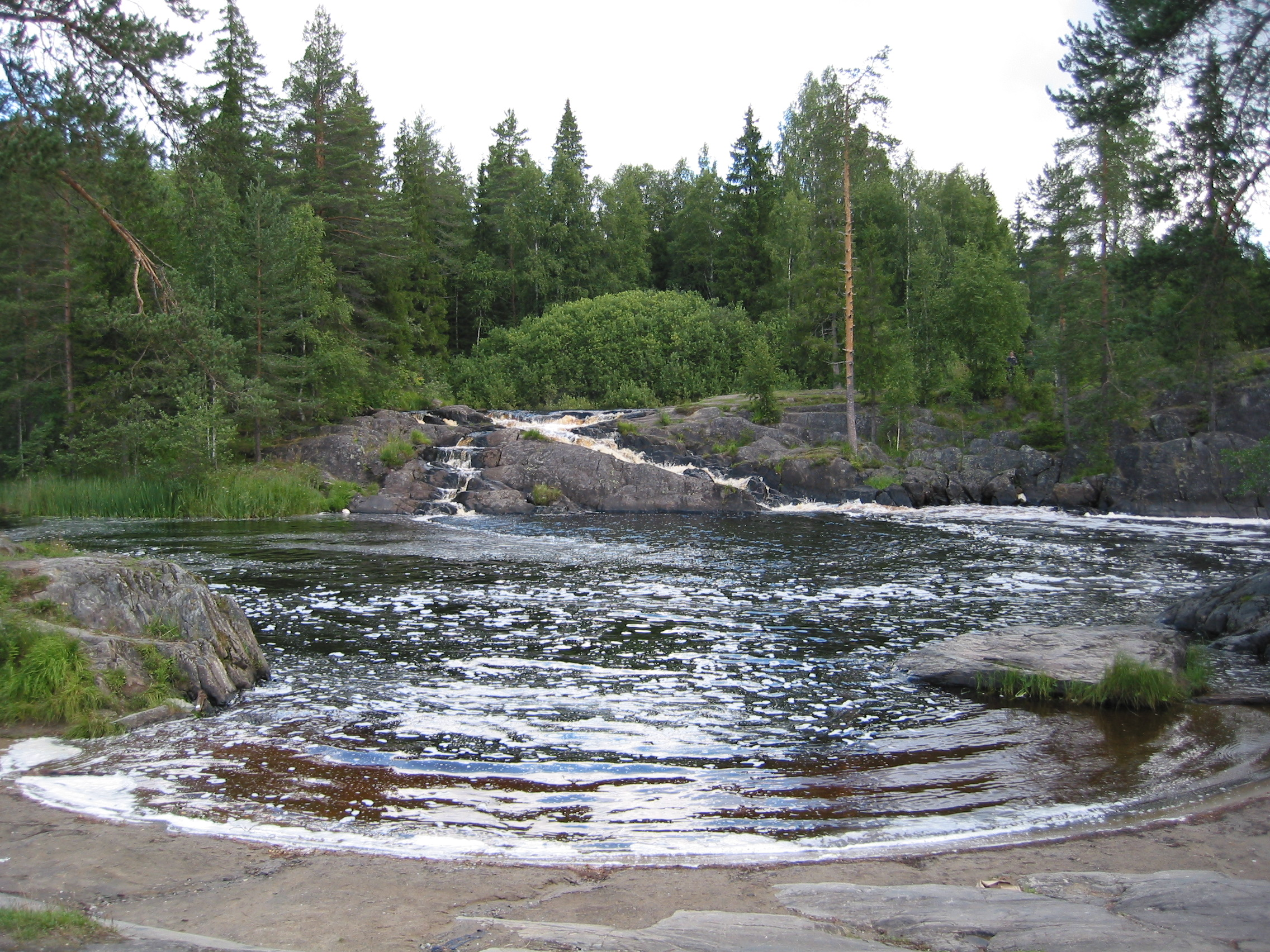
wodospady w Karelii

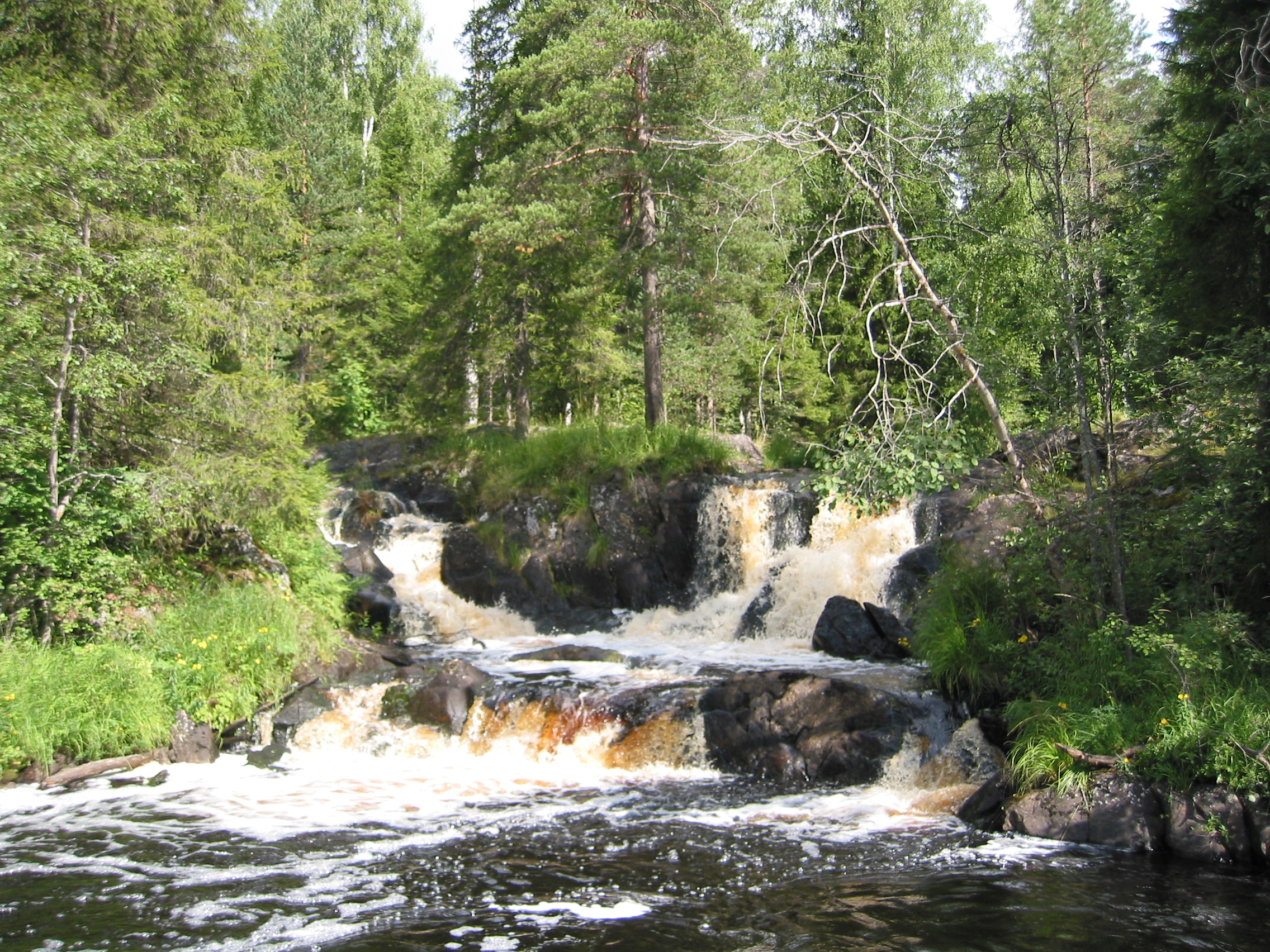
wodospady w Karelii

Rejon mujezierski (ros.  Муезерский район ) – rejon w północno-zachodniej Rosji, wchodzący w skład rosyjskiej Republiki Karelii.

## Położenie i powierzchnia
Rejon leży na zachodzie Karelii, przy granicy z Finlandią, na niewysokiej wyżynie. Jego obszar ma powierzchnię 17,6 tys. km², z czego większość pokrywa tajga, sosnowa z domieszką świerku. Na terenie tym znajdują się liczne rzeki i jeziora, spośród których największe są Leksoziero i Niuk. Sporą część obszaru rejonu stanowią torfowiska i bagna.

## Ludność
Rejon zamieszkany jest przez 15.852 osób (2005 r.), głównie Rosjan, a także przez rdzennych mieszkańców Karelii – Karelów. Kilkuprocentowy udział w populacji mają też dwie inne napływowe nacje: Ukraińcy i Białorusini. W większych osadach przeważają liczebnie osadnicy, podczas gdy wioskach większość stanowią Karelowie.
Rejon mujezierski to typowy rejon wiejski.
11.883 osób zamieszkuje na wsiach, a ludność miejska stanowi jedynie 25% ogółu populacji.
W ostatnich latach populacja rejonu, tak jak populacja całej Karelii zmniejsza się w wyniku emigracji ludności do większych miast w Rosji w poszukiwaniu pracy oraz niskiego przyrostu naturalnego. Ponieważ wyjeżdżają głównie ludzie młodzi, średnia wieku mieszkańców rejonu jest wysoka, i wynosi ponad 40 lat dla kobiet i ok. 35 dla mężczyzn, przy czym na wsiach jest ona o ok. 5 lat wyższa niż w ośrodkach miejskich.
Średnia gęstość zaludnienia w rejonie wynosi poniżej 1 os./km².

## Miasta
Jedynym osiedlem typu miejskiego na terenie rejonu jest Mujezierskij. Osadę tę zamieszkuje 3969 mieszkańców (2005 r. 1/4 ogółu ludności rejonu); stanowi ona ośrodek administracyjny tej jednostki podziału terytorialnego.

## Gospodarka
Gospodarka rejonu, podobnie jak gospodarka całej Karelii po rozpadzie ZSRR pogrążona jest w kryzysie.
Podstawowymi źródłami utrzymania dla mieszkańców rejonu jest pozyskiwanie drewna dla potrzeb przemysłu, uprawa ziemi i chów zwierząt, a także myślistwo i rybołówstwo. W większych ośrodkach osadniczych znajduje się przemysł drzewny, a także niewielkie zakłady przemysłu spożywczego, zatrudniające po kilka-kilkanaście osób (jak piekarnie czy masarnie), produkujące na rynek lokalny.
Uprawa roli z powodów klimatycznych nie odgrywa większego znaczenia, uprawiane są w niewielkich ilościach, dla zaspokojenia części lokalnych potrzeb jedynie odporne na złe warunki, szybko rosnące warzywa oraz zboża: jęczmień, rzadziej żyto, także w niewielkich ilościach.
W ostatnich latach lokalne władze starają się wykorzystać turystyczne walory rejonu, w celu wypromowania tego obszaru jako atrakcyjnego miejsca na turystycznej mapie północno-zachodniej Rosji.

## Klimat
Na terenie rejonu panuje klimat umiarkowany chłodny, przejściowy pomiędzy morskim a kontynentalnym.
Średnia roczna temperatura powietrza wynosi ok. 3 °C. Średnia temperatura najchłodniejszego miesiąca – lutego wynosi –11 °C ÷ –12 °C, zaś najcieplejszego – czerwca – ok. +17 °C. Okres bez przymrozków wynosi ok. 100 dni.
W rejonie notuje się wysoki poziom opadów, głównie w postaci deszczu, których największe nasilenie ma miejsce w sierpniu.